# ハマース
- ハマース
- ハマス

ハマース（アラビア語: حماس Ḥamās, ハマース、英語: Hamas）あるいはハマース運動（アラビア語: حركة حماس Ḥarakat Ḥamās, ハラカト・ハマース、英語: Hamas Movement）は、1987年に結成されたパレスチナのスンナ派イスラム原理主義、民族主義的な政治・軍事組織で現在はガザ地区を統治している。
名称については、公安調査庁や多くの日本メディアはハマスと表記。組織の性質を添えた「イスラム原理主義組織ハマス」といった記載もなされている。

## 概要
正式名称はイスラーム抵抗運動（アラビア語: حركة المقاومة الإسلامية Ḥarakat al-Muqāwama al-Islāmīya, ハラカト・アル＝ムカーワマ・アル＝イスラーミーヤ, 実際の発音：ハラカトゥ・ル＝ムカーワマティ・ル＝イスラーミーヤ）で、アラビア文字表記の語頭や途中に含まれる文字を合わせて「ハマース」 (حماس, Ḥamās) と通称される。
ハマースは1987年12月に、ムスリム同胞団のパレスチナ地区・最高指導者アフマド・ヤースィーンにより対シオニズム抵抗組織として結成された。パレスチナ全土にイスラム国家を樹立することを目的に活動しており、イスラエルの存在は認めていなく、ユダヤ人に対する一切の権利を認めていない。そして、パレスチナの解放はアラーのためのジハードを通じてのみ達成できると信じている。その方針は『ハマース憲章』にて規定されている。
2006年のパレスチナ立法選挙で勝利し、2007年のガザの戦いの後、ガザ地区の事実上の統治当局となった。パレスチナ自治政府の議会でも過半数を占めているものの2007年の分割統治以降、議会は実質停止している。
2006年以降の最高指導者はイスマーイール・ハニーヤでカタールを拠点としていたが、2024年7月31日イランで爆弾テロにより暗殺された。ハマス政治局により後任の最高指導者は、ガザ地区最高指導者だったヤヒヤ・シンワルと発表された。 
ハマースは社会奉仕組織ダアワ（الدعوة, al-Daʿwa ないしは al-Daʿwah, アッ＝ダアワ）と軍事組織イッズッディーン・アル＝カッサーム旅団（كتائب عز الدين القسام, Katāʾib ʿIzz al-Dīn al-Qassām）を擁するが、これらはハマース設立前から活動していたムスリム同胞団系組織を継承した形となっている。
戦闘員数の正確な数は明らかになっていないが、2023年10月7日以前の時点では15,000～40,000人だったと言われている。

## 名称と発音・表記

### アラビア語

#### 正式名称と略称
正式名称はイスラーム抵抗運動（アラビア語: حركة المقاومة الإسلامية Ḥarakat al-Muqāwama al-Islāmīya, ハラカト・アル＝ムカーワマ・アル＝イスラーミーヤ, 実際の発音：ハラカトゥ・ル＝ムカーワマティ・ル＝イスラーミーヤ）である。
上記3単語のアラビア文字表記の語頭や途中に含まれる文字 ح (ḥ)、 م (m)、ا (āの一部)、س (s) を並べた上で略称として発音するようح (ḥ)とم (m)に母音aを加え、ا を前の文字に付加する母音aと組み合わせ長母音ā化する弱文字アリフ（長母音アリフ、soft Alif）とすることで形成された頭字語（アクロニム）の「ハマース」 (حماس, Ḥamās) が通称として用いられている。
一方ハマースの関係者らは正式名称に含まれる「アル＝ムカーワマ（اَلْمُقَاوَمَة, al-muqāwamah ないしは al-muqāwama）」を多用しており、ガザ住民らが「アル＝ムカーワマ」と呼ぶ場合はハマースを指していることが多い。

#### アラブ世界全体で共通の文語アラビア語における発音と意味
この略称はアラビア語の名詞 حَمَاسٌ（ḥamās, ハマース）
（アラビア語でのハマースの発音）
＊標準的なアクセント位置は「マー」部分
と同綴同音であり、その語が持つ「激しさ、強さ」「熱情、熱意、激情、活気」「勇敢、勇猛、屈強、頑強」「闘争、戦闘」などを想起させる組織名となっている。

#### アラビア語におけるハマースとハマスの違い
長母音を含まない「ハマス（حَمَسْ（ḥamas, ハマス））」
（アラビア語での別単語ハマスの発音）
＊標準的なアクセント位置は「ハ」部分
はアラビア語ではハマース（حَمَاسٌ, ḥamās）とは全く別の単語として存在しており、
حَمَسٌ（ḥamas, ハマス）の休止形発音حَمَسْ（ḥamas, ハマス）
（1）【動名詞】（人や地面について）強固、頑強；激しさ、強さ；武勇、勇猛（ハマースの姉妹語）
（2）【集合名詞】亀
（3）アルジェリアのムスリム同胞団系組織「平和社会運動」（アラビア語：حركة مجتمع السلم, Ḥarakat Mujtamaʿ al-Silm, ハラカト・ムジュタマア・アッ＝スィルム）の略称
حَمَسَ（ḥamasa, ハマサ）の口語発音حَمَسْ（ḥamas, ハマス）
【動詞】（肉などを）油炒めする；（他人を）怒らす
などが挙げられる。
アラビア語においてハマースとハマスとでは長母音「ー」の有無で語形が異なるため別々の単語として区別され意味も変わる上、「ハマス」だと略称の構成成分である4文字のうち「ا (ā)」部分の1文字が脱落することで「イスラーム抵抗運動」が「スラーム抵抗運動」となってしまった事例に相当するとも言えるが、日本ではハマースもハマスも同じ物を表すものとして扱い単なるカタカナ表記の揺れとしてみなすのが一般的である。
なお「ハマース」のハ（ح）は咽頭摩擦音と呼ばれ日本語には存在しないが、声門摩擦音である日本語のハ（アラビア語の هَ, ha）とよく似ているため「ハ」以外を当てるカタカナ表記は無い。一方マー（ما, mā）部分とス（س, s）部分は日本語と同じ発音「マー」「ス（ただし母音uを伴わない子音sのみの発音が普通）」とみて差し支えない。日本語発音と異なる部分は語頭のハ部分だが、多くのアラビア語学習者が聞き分けに苦労する程度には日本語のハに似ており、マース部分が日本語発音とほぼ同一である「ハマース」はアラビア語発音に最も近いカタカナ表記となっている。
アラビア語はわずかな聞こえの違いで言葉を作っている言語であるため、長母音「ハー」か短母音「ハ」か、長母音「ハー」か声門閉鎖音「ハッ」「ハァ」か、長母音「ー」の位置がどこに来るか、促音「ッ」があるかどうか・またその位置はどこかによって全て別の単語として区別している。アラビア語発音に近い「ハマース」以外の「ハマス」「ハマッス」「ハッマース」「ハマァス」「ハマアス」「ハッマス」「ハァマス」「ハーマス」などはアラビア語話者によって全て別の語とみなされるか、アラビア語に実在しない語として扱われるか、誤読とみなされるなどする。
なお文語アラビア語の「ハマース」として発音されていても、長母音「ー」部分が日本語のそれよりも短めで「ハマース」と「ハマス」の中間に聞こえることも少なくない。

#### 文語アラビア語と口語アラビア語（アラブ諸国各地の方言）との発音相違
正則アラビア語、現代標準アラビア語などと呼ばれる文語アラビア語（フスハー）での発音は「ハマース（IPA: [ħaˈmaːs]）」だが、イマーラ（al-imālah ないしは al-imāla, アル＝イマーラ, 「傾斜」の意）と呼ばれるアのエ化、アーのエー化ないしはその中間である「æ」化が起こる方言の話者だと完全に「ハメース」（例：レバノン・ベイルート方言、チュニジア方言）と聞こえるか、「ハマース」と「ハメース」（例：エジプト方言）の中間に聞こえることもある。
また「ヘメース」「ヘェメェス」に近く聞こえる場合も話者の方言を反映した読みとなっているが、アラブ諸国全域で見た場合そのような発音が聞かれることは稀である。標準的・正則的発音とされるものから大きく離れた発音であり、かつハマースの地元であるパレスチナの方言のそれとは異なっていることから、「現地での発音に即したカタカナ表記」と表現することは困難である。
アラビア語圏では一般名詞ではなく組織名としてのハマースについては方言会話も含め各国共通の文語アラビア語（フスハー）に即した「ハマース（IPA: [ħaˈmaːs]）」そのものかそれに寄せた発音が行われていること、ニュース報道では現地方言ではなく文語アラビア語（フスハー）が採用されていることから、アラビア語放送やインタビュー動画などでは上のサンプル音声1個目で示したハマース発音の割合が極めて高い。
マグリブ方言（口語）のようにアクセント位置移動が顕著な方言によってはハマースのアクセントが標準的なマー部分ではなくハに置かれかつ長母音が通常よりも短くなる事例があり、日本語話者には「ハマス」と言っているように聞こえることがある。
ただしつづり上長母音部分が省略される訳ではなく、文語と同じ حَمَاس（ḥamās, ハマース）を意図しているものの方言での発音変化のみが加わった事例となっている。

#### アラブ人によるアラビア語の"正しい発音"の定義
正則アラビア語、現代標準アラビア語などと呼ばれる文語アラビア語（フスハー）に関しては母音がa、i、uしか無いため、「ヘ（ḥe）」や「メー（mē）」といった音自体が存在しない。
アラブ人のいう「正しいアラビア語の発音（النطق الصحيح, al-nuṭq al-ṣaḥīḥ, アン＝ヌトク・アッ＝サヒーフ）」とはいわゆる文語アラビア語の発音のことで、欧米の音声学に似たクルアーン（コーラン）朗誦学（タジュウィード）で定められた特定の調音方法（المخارج الصحيحة, al-makhārij al-ṣaḥīḥa, アル＝マハーリジュ・アッ＝サヒーハ, 「正しい発声部位」の意）で発した子音と母音によりアラビア語を発音することを意味する。
アラビア語ではクルアーン（コーラン）朗誦をいかに正確に行うかという目的から、個人の聞こえという主観的な感覚を排除し厳密な発音を要求する。これは外国人アラビア語研究者が「文語アラビア語の発音が過度に正しいとみなされ残りは矯正対象となる権威主義」とも評される傾向であり、アラブ諸国において「似たような音に聞こえれば発音位置がずれていても文語アラビア語として正しい」とみなすことを拒否する傾向を強める原因ともなっている。
そのため「正しいハマースの発音」については母音のe（エ）とo（オ）が含まれるような「ハメース」「ヘメース」系の読みは除外され、「ハマース（ḥamās、IPA: [ħaˈmaːs]）」という文語発音を基準として指し、それ以外を「正しい発音」と表現することは基本的に無い。

#### パレスチナでの発音
パレスチナ方言は癖の少ない発音で知られ、アラビア半島のアラブ人よりも喉を使った摩擦による調音をする子音（عやح）で摩擦が本来よりも弱くなっているのが特徴である。そのため本組織名 「ハマース」 (حماس, Ḥamās) 語頭の「ハ（ḥa）」を発音する際に生じる「ハァッ」という吐息がはっきりと聞こえにくく、日本語のカタカナ表記「ハマース（hamās(u)）」により近い発音が行われている。
（口語アラビア語において「ハマース」の「ハ」などに含まれる حَ（ḥa）が日本語の「ハ」と全く同じ هَ（ha, ハ）に置き換わってしまう発音変化もあり、そのような「ḥ→h化」現象は伝統的アラビア語学において هَهَّة（hahhah ないしは hahha, ハッハ）などと呼ばれている。）
パレスチナ人は長年にわたり各国の放送業界や教育界に人材を輸出しており、パレスチナ方言話者による「ハ（ḥa）」が弱めな発音は多くの国のアラブ人にとって馴染みがあるものともなっている。
またパレスチナ方言特有の発音変化は複数存在するが、حَمَاس（ḥamās, ハマース）という名詞ならびに組織名称に関わる部分については文語アラビア語（正則アラビア語、現代標準アラビア語）との差異が少なく、文語で行われる現地ニュース報道、ハマース関係者の演説・声明、口語（方言）で行われる住民らの日常会話いずれにおいても ḥamās（ハマース）という発音が一般的である。
上記から、「現地でも実際に聞かれる発音」という観点においても、本組織名のアラビア語名称の発音に最も近いカタカナ表記は「ハマース」であると言える。

### 英語
元のアラビア語で長母音āを含む語は英語圏ではHamaasやHamāsではなくHamasと表記されるのが普通である。
発音に関しては地域や話者によってハマス発音、ハマース発音が混在しており、語頭の「ハ」にアクセントが来る場合と「マ(ー)」にアクセントが来る場合とに分かれる。
- həˈmæs（ハマス、マにアクセント）
- ˈhæmæs（ハマス、ハにアクセント）
- həˈmɑːs（ハマース、マーにアクセント）
- ˈhɑːmɑːs（ハーマース、ハーにアクセント)

### 日本語におけるカタカナ表記
アラビア語圏では حَمَاس（Ḥamās, ハマース）はパレスチナのイスラム主義組織、حَمَس（Ḥamas, ハマス）はアルジェリアにある別のイスラム主義組織の名称として明確に区別されているが、日本での報道に登場するのは前者であること、メディアにおける日本語カタカナ表記ではアラビア語に元々ある長母音「ー」が除去されることから、「ハマース」と「ハマス」は単なる表記揺れで同一の組織を示すものとして認識されている。

#### 学術的カタカナ表記「ハマース」
日本では学術論文や専門書については原語アラビア語の文語発音に近いカタカナ表記が標準とされており『岩波 イスラーム辞典』巻頭のカタカナ表記規則に則るなどしている。学術用語としてアラビア語名称を同じカタカナ表記で揃える慣習が浸透していることから「ハマース」表記が一般的である。
国名イランのように原語であるペルシア語、そして近隣地域で話されているアラビア語では「イーラーン」と発音しているにもかかわらず学界でも「イラン」とカタカナ表記される件があるが、それらは原語発音により近いカタカナ表記の採用が定着してから誕生した「ハマース」とは違い、慣用表記として長母音抜きの「イラン」が先行して普及していたことが原因で「イーラーン」というカタカナ表記に敢えて変更されなかった部類に入る。
そのため学界でもアラビア語、中東言語における専門用語については一部がメディア等が採用する慣用表記と同じカタカナ表記を用いていることがあり、原語に即した当て字をしているかどうかはケースバイケースとなっている。

#### メディアや官公庁も含め多用されている原語発音とは異なる長母音省略済の便宜的慣例表記
一方、メディアや一般記事においては
- 複数通りある英語発音のうち長母音アーを含まない読み方「həˈmæs」「ˈhæmæs」[34]に依拠した「ハマス」表記
- 英語発音とは関係無く英字表記「Hamas」にそのまま単純にカタカナを充てた「ハマス」表記
- 記事の文字数を減らすために便宜上「ハマース」ではなく「ハマス」としたもの

といった理由のいずれかから「ハマス」となっているカタカナ表記が用いられることが多い。放送業界については元の言語での発音とは異なっている場合でも既に特定のカタカナ表記が浸透している場合は後者を優先させることから、アラビア語での発音ハマースではなくハマスが使い続けられる一因ともなっている。

#### 両者の違いと使い分け
本組織の日本語表記も原語の長母音を短母音化した形である「ハマス」が多用されているが、日本国内で統一ルールが制定された訳ではないこと、ハマスと発音する別のアラビア語単語が日本国内に流通しておらずハマースとハマスの区別が特に求められていないことから、原語により近く元の言語でのつづりを想像しやすいカタカナ化を定めたガイドラインに従った中東研究者・イスラーム研究者らが常用する「ハマース」表記と、記者・執筆者らが参照する学界とは異なるメディア・記者向けガイドラインに従っている「ハマス」表記がある程度の棲み分けのもと混在している状況となっている。
同業者・専攻学生を主な対象としている専門書では文語アラビア語発音とほぼ同じハマース以外のハマスが稀なのに対し、一般向けの記事では昔から用いられておりより広く流通しており認知度の高いハマスの使用が好まれる傾向にある。業界によってカタカナ化の経緯や動機が異なるだけでどちらか片方が優れている/劣っている、片方のみが正しい/間違っているという訳ではないが、普段ハマースという表記を用いているアラビア語・イスラーム関係者であっても一般向け記事を執筆する際にはハマス表記で提供するといった用途・場に応じた使い分けを行うことも珍しくない。
なおWikipedia日本語版についてはメディアや官公庁の慣例表記ではなく専門書・辞典における記載を優先させるとのガイドラインが存在するためハマース表記を採用している。（ノート参照のこと）

#### ハマース表記を採用している例（学術的表記法準拠）
- 朝倉書店『オックスフォード イスラームの辞典』（2020年）ISBN　978-4-254-50023-3
- 岩波書店『岩波イスラーム辞典』（2002年）ISBN　978-4-00-080201-7
- 学術論文、専門書
- 中東研究・国際関係研究の調査会・研究所・シンクタンク類のウェブサイト

#### ハマス表記を採用している例（マスコミ等向け一般業界慣例・ガイドライン表記）
- 公安調査庁ウェブサイト[5]
- 新聞社
- テレビ局各社
- 一般ネット記事・投稿、書籍

#### ハマース表記、ハマス表記が混在している例
- 外務省ウェブサイト（直近のページはハマス表記）[40][41]

### 同じ略称「Hamas」を持つアルジェリアの組織
アルジェリアの政党である「平和社会運動」（アラビア語：حركة مجتمع السلم, Ḥarakat Mujtamaʿ al-Silm, ハラカト・ムジュタマア・アッ＝スィルム、英語名称：Movement of Society for Peace、公式サイトロゴ下英語名称：Movement of the Society of Peace）は「ハマス党」とも呼ばれている。
現在のアラビア語略称は頭文字をとった頭字語（アクロニム）の حمس（حَمَس, Ḥamas, ハマス）であり、長母音を示す「ا（アリフ）」が含まれるパレスチナのハマース (حماس, Ḥamās) とはアラビア語での表記と発音が異なっている。
同組織はパレスチナのハマースと同様にムスリム同胞団を源流とする組織で、当初は「イスラーム社会運動」（アラビア語：حركة المجتمع الإسلامي, 英語名称：Movement for the Islamic Society）という名称ならびに「ハマース」 (حماس, Ḥamās, 英字表記：Hamas) という略称を用いていた。しかしながらアルジェリアで法改正により宗教活動に規制が設けられたことから組織名からイスラームの名を外し、現在の名称に変更されアラビア語略称も「ハマース」から「ハマス」に変わった。
方針に関しても民主主義や個人の自由を認めるなど穏健な路線となっており、軍事部門が拡大したパレスチナのハマースとは異なる道を進んでいる。英字表記のHamasではパレスチナのハマースと区別がつかないことから、英語名称「Movement for the Society of Peace」の略称を添えて「MSP/Hamas」と表記する場合もある。
アルジェリアの平和社会運動（ハマス）自体はイスラーム政党としての性質自体は失っておらず、イスラエルとの国交正常化に対する批判やパレスチナのハマースを支持する方針をとっており、2023年パレスチナ・イスラエル戦争に際しては組織がハマースやアルジェリア国外との連携を取ることを防ぐため前代表の海外渡航を禁じる措置がなされたことが報じられるなどした。

### 中東料理の名称との類似

#### 食品改名事件

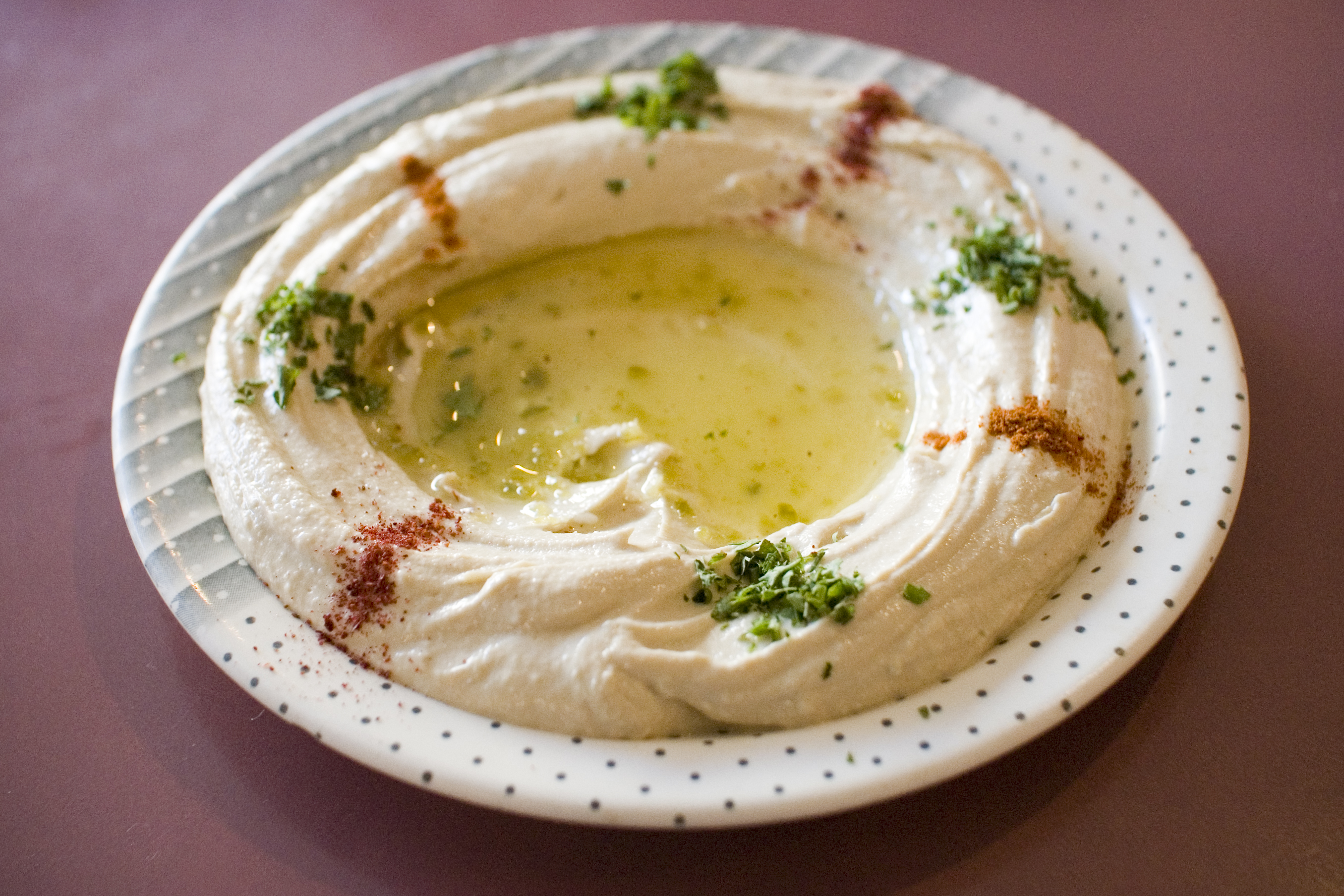
ハマスとも発音される中東料理のフンムス（ホンモス）

中東生まれのヒヨコマメとゴマから作られるペースト、ディップであるフンムスはアラビア語方言でホンモス、ヘブライ語など周辺地域言語の非アラビア語発音でフムスなどと呼ばれている。2017年7月に大阪の企業であるくらこんホールディングスがパック入り製品を新発売した際、英字表記HUMMUSに英語発音に基づいたカタカナ表記「ハマス」を添えた結果パレスチナ問題やイスラーム原理主義組織ハマス（ハマース）を想起させるとの指摘が複数寄せられたという。
同社は検討の結果商品名をハムスに変更、その他カタカナ表記としてフムスを併記することとなった。
この一件もあり、日本ではヘブライ語、トルコ語、英語発音などのフムスが主に使われ、ハマスと呼ばれることがほぼ無いまま普及した形となった。そのため日本には、英語圏のようなハマースとフンムス（ホンモス、フムス）との混同や言葉遊び的駄洒落は存在しない。

#### 「Love hummus, not Hamas」
欧米などの非アラブ諸国ではフンムス（ホンモス）の発音が「ハマス」である話者も多いが、パレスチナ・ガザのイスラーム主義組織ハマースを指す非アラビア語発音「ハマス」とかぶることから、2023年パレスチナ・イスラエル戦争の際にはハマース支持の言葉「I love Hamas」（自分はハマースが大好き）をもじった「I love hummus」（自分はハマスが大好き）や「I love Hummus, but I hate Hamas」（ハマスは大好きだけどハマースは嫌いだ）「I like hummus not hamas」（自分はハマースじゃなくてハマスが好き）といったジョークが生まれるなどした。
2023年10月15日にオランダのアムステルダムで開催された平和・停戦を求める抗議集会ではパレスチナとイスラエルのあいさつや料理にからめた抗議声明が叫ばれ、飛行機に取り付けられた横断幕に「Love hummus, not Hamas」（ハマースではなくハマスを愛せ）というスローガンが印字されたことで話題になった。

## 活動地域

### ガザ地区
本拠地はパレスチナのガザ地区で、同地区の政権を握っている。

### ヨルダン川西岸地区
競合相手ファタハが主導権を得たヨルダン川西岸地区でも活動は続いている。ガザ地区同様にイッズッディーン・アル＝カッサーム旅団が展開し、トゥールカルム旅団（トゥールカリム旅団、トゥールカレム旅団）のように他勢力に合流している例も見られる。西岸地区ではイスラエル軍によるハマース関係者逮捕・殺害も発生している。
パレスチナ・イスラエル戦争では組織掃討作戦や暗殺が進められ、西岸地区出身で西岸側ハマース軍事部門設立に関与し、同地区のハマース責任者も務めてきたサーリフ・アル＝アールーリー（صالح العاروري, Ṣāliḥ al-ʿĀrūrī、口語（現地方言）発音：サーレフ・アル＝アールーリー、英字表記例：Saleh al-Arouri）の実家破壊措置がとられるなどした。

### レバノン
同様にレバノンにも支部があり、レバノン支部代表を始めとしたメンバーらが活動を行っている。ガザ地区やヨルダン川西岸地区同様に軍事部門イッズッディーン・アル＝カッサーム旅団があり、2023年に勃発したパレスチナ・イスラエル戦争ではレバノン側からミサイル発射などを行うなどしている。

## 歴史

### ムスリム同胞団の浸透と前身となる組織の活動
パレスチナではエジプトで生まれたムスリム同胞団が以前から活動しており対英闘争そして対シオニズム闘争に関与。1948年頃には25の支部がパレスチナ地域に展開していたとされる。1948年の第一次中東戦争（パレスチナ戦争）ではエジプト本国のムスリム同胞団からも義勇兵が送られ、各地での貢献がパレスチナ民衆らの支持を獲得。エジプトでムスリム同胞団が取り締まり対象となるまでは公然と活動を行い、ガザ地区の全体に浸透していった。
ガザ出身でムスリム同胞団パレスチナ支部メンバーでもあった宗教活動家アフマド・ヤースィーンは、ハマースに先立って1973年にムスリム同胞団系の社会奉仕組織アル＝ムジャンマア・アル＝イスラーミー（المجمع الإسلامي, al-Mujammaʿ al-Islāmī, 「イスラミック・センター」の意、英訳：Islamic Center）を設立。社会・医療・文化・教育・スポーツなどに関わる幅広い活動を行い、病院・大学・教育機関・図書館そして関係者の説法の場ともなったモスクの建設、教育事業によるイスラーム主義的価値観の普及などを通じその影響力を強めており、ガザにあるモスクの多くを影響下に置くに至っていた。
この組織の事業は現在のハマースの社会奉仕事業部門の元となっており、ムスリム同胞団の活動を普及する場として機能するものでもあったが、パレスチナ解放機構（PLO）に対抗する組織として期待されたことからイスラエル側の認可を得て活動していた。
先行して作られた大学や管理下にあるモスクでは伝統的イスラームとは異なるパレスチナ問題とジハード思想とを結びつけた抵抗運動の思想が教えられることでイスラーム抵抗運動に参加する若手が増えていき、ハマースはこうした下地の上に作られた形となった。

### ハマース設立
ハマースは1980年代の第1次インティファーダ時代に、ヤーセル・アラファト議長が指揮するパレスチナ解放機構 (PLO) の影響力を排除した民衆レベルでの対イスラエル抵抗組織として設立された。
アフマド・ヤースィーンに彼が設立したイスラミック・センターのメンバーだったガザ育ちの医師アブドゥルアズィーズ・アッ＝ランティースィーらの知識人・教育者6名が加わり1987年12月に結成され、ムスリム同胞団によるパレスチナ内政治活動組織として始動。モスクでの説法などからスタートしたハマースはこの後長年にわたりガザ地区で続いていくこととなった。12月14日には住民らに抵抗運動に参加するよう呼びかける最初の声明が発表された。
1988年にはヨルダン川西岸地区に進出するとともに、行動指針である「ハマース憲章」を発表。また軍事部門も活動を行い、1990年過ぎにはイッズッディーン・アル＝カッサーム旅団（كتائب عز الدين القسام, Katāʾib ʿIzz al-Dīn al-Qassām, カターイブ・イッズッディーン・アル＝カッサーム）との名称で知られるようになった。

### ハマースに対する援助と勢力の拡大
イスラーム主義を支援するアラブ諸国他からの資金援助、その中でも特にムスリム同胞団に対して肯定的なカタール（カタル）による政治的・経済的支援、また対ガザ方針・西岸との分断・PLOに対抗する存在としておくという政策の一環として行われたイスラエルからの資金提供によって成長を続けていくこととなった。
ハマースは教育、医療、福祉などの分野で一般民衆に各種サービスを提供する形で活動を続けたことなどからパレスチナ人の間で影響が拡大していった。

### 中東和平交渉の破綻
1990年代にPLOがイスラエルとの和平交渉を開始すると、ハマースはこれに強く反対し、対イスラエル強硬派の支持を得た。1995年の右派イスラエル青年によるイツハク・ラビン首相の暗殺、和平交渉におけるアラファト議長の強硬姿勢、そして2000年のリクードのアリエル・シャロン党首による岩のドーム訪問をきっかけとして、第2次インティファーダが開始されると、ハマースは自爆攻撃やロケット弾を用いたイスラエル国防軍へ攻撃を開始した。
イスラエルは2004年3月22日に創設者のアフマド・ヤースィーンをアパッチ戦闘ヘリでの攻撃により殺害した。翌日には最高幹部陣からアブドゥルアズィーズ・アッ＝ランティースィーが後継者となることが発表されたが、同年4月17日に再びイスラエル国防軍ヘリの攻撃を受け暗殺された。
ハマースは草の根の民衆支援への評価、和平交渉の破綻、ファタハの率いるパレスチナ自治政府への不満などを背景に、2004年12月に行われたパレスチナ地方議会選挙において過半数の議席を獲得。さらに2006年1月のパレスチナ評議会選挙でも定数132の議席中76議席を獲得するなど圧勝した。同年3月29日にハマースのイスマーイール・ハニーヤがパレスチナ政府首相に任命された。
多数の西側諸国はハマースをテロリズム団体に指定しており、ハマースの政権参加を機にパレスチナ政府への支援を停止した。日本は世界食糧計画などを介した形で同年7月に再開している。
国際連帯運動（ISM）、パレスチナ・メディア・ウォッチの活動家パトリック・オコナーによると、ハマースは政権参加後はおおむね停戦を守っていると指摘されていた。2000年から2006年11月3日までの、パレスチナ側とイスラエル側の犠牲者数の比率は39:10である。しかし2006年は258:10で、3月のハマースの政権参加後に限ると762:10にまで差が広がった。一方でイスラエル情報機関の元長官は、分離壁の建設によって自爆攻撃を90%阻止したことが原因であるとしている。
ヤーシーンとランティーシーが相次いでイスラエル国防軍に暗殺されたため、ハマースは後継の指導者を発表していなかったが、2005年9月3日に軍事部門イッズッディーン・アル＝カッサーム旅団の指揮官がムハンマド・デイフ（文語アラビア語発音：ムハンマド・アッ=ダイフ、口語アラビア語発音：モハンメド・アッ＝デイフ）であることを公表した。
現在の最高指導者は政治局議長のハーリド・マシャアル（マシュアル）である。2007年5月21日にイスラエルのアビ・デヒテル警察長官（警察相）は「見つけ次第、軍は彼を片づける」とマシャアルが暗殺の目標となっていることを明らかにしている。ハニーヤ首相についても、「（イスラエルに対する）攻撃命令を出している者の中にハニーヤが連なっているならば、彼も正当な（暗殺の）標的となる」としている。

### ファタハとの対立と対イスラエル闘争路線

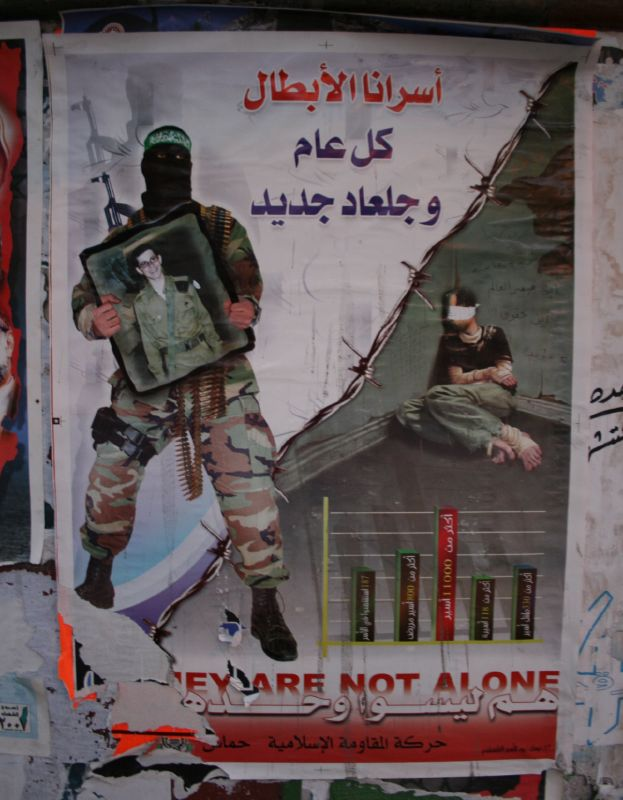
ハマースのポスター。イスラエル側の自組織捕虜らを英雄とし、彼らが解放されない限りイスラエル兵ギルアド・シャリートのような捕虜を今後も生み出していくことを誓った内容となっている。

2007年6月12日にハマースは武力制圧の形でガザ地区の政権を握り、2006年の総選挙後に形成されていたファタハとの連立政権は崩壊した。現在に至るまでガザ地区はハマースが、ヨルダン川西岸地区はファタハが事実上支配している。評議会ではハマースが過半数を占めているため、ファタハは非常事態宣言を発令することで合法的に政権を維持している。
ハマースはハニーヤ内閣が正当政府であるとして、閣僚を任命し自治政府を組織しているが、イランやシリア以外の国際社会はファタハによる政府を承認している。ハマースは連立政権時代に自制していたカッサームロケット砲によるイスラエル領内への攻撃を再開。これに対してイスラエル国防軍は2008年からガザを攻撃した。一時的な停戦の後もイスラエルは規制を緩めず、小規模な衝突が繰り返された。
イスラエルは11月5日から封鎖をさらに強化し、国際連合の「イスラエル政府が封鎖を緩和しない限り、支援物資がすぐに底を尽きる」という警告も無視した。6ヶ月間にパレスチナ側は20人が殺害され、イスラエル側の犠牲者は0であった。ハマースの政治指導者であるハーリド・マシャアルは「イスラエルの火器で30人のガザの人々が殺され、封鎖の直接の影響で数百人の患者が死亡した」と主張している。
イスラエルとエジプト政府は休戦延長を模索したが、ハマースは再度の封鎖解除と全ての検問所の開放を条件とした。対するイスラエルは攻撃停止が先だと主張したため、ハマースは「停戦延長を拒否する」と発表した。休戦期間終了を待たずにロケット砲による攻撃を再開し、イスラエルは攻撃を中止するよう警告を発したが、ハマースはそれを黙殺した。
2008年末にイスラエルはロケット砲攻撃の根絶を目的にガザへの空爆を開始した。2009年1月1日にハマース創設者でありガザにおける指導者のひとりであったニザール・ラヤーン（ライヤーン）が、ジャバリーヤ難民キャンプの自宅でイスラエル国防軍の空爆により殺害された。2009年1月15日には、ハマース政府のサイード・スィヤーム内相がイスラエル国防軍の空爆で殺害された。
イスラエルはガザ地区への攻撃と並行して、病気治療のためイスラエル入国を申請したガザ地区住民に対し内通者（スパイ）になるよう要求するなど、ガザ地区での情報提供者の勧誘を続けている。2009年にハマースは少なくとも17人を内通を理由として処刑したとされる。2010年にはハマース幹部ハサン・ユーセフの息子でキリスト教徒であるムスアブ・ハサン・ユーセフがイスラエルのスパイであったことを告白し、ハマースとイスラーム教を批判する手記を出版して反響を呼んだ。
2010年1月20日に軍事部門創設者マフムード・マブフーフがアラブ首長国連邦のドバイのホテルで暗殺された。犯人の姿がホテルの監視カメラに映っており、イギリス、フランス、オーストラリアなどの偽造パスポートを所持して入国したイスラエルのモサド工作員による犯行であると断定された。
2010年8月31日にヨルダン川西岸南部のユダヤ人入植地であるキリアトアルバ近郊の路上で乗用車が襲撃され、イスラエル人4人が射殺され、ハマースの軍事部門カッサーム隊が犯行声明を行った。西岸でイスラエル人4人が殺害されたのは2006年の自爆攻撃以来である。

### ファタハとの和解
2011年4月にハマースとファタハはカイロにおいて共同で会見し、2007年以来続いていた対立関係を解消し連立政権をつくったうえで総選挙を行うことを発表した。今後の交渉では、ハマースのテロリズム路線の是非や治安部隊の指揮系統が議題となる。イスラエルはこの和解を批判し、国連は好意的に評価している。

### アラブの春・シリア反体制派への支持
2011年に始まったアラブの春では当初、ハマースはリビアの反カダフィ蜂起を支持する一方、シリアでの反体制デモには沈黙を保っていた。
しかしシリア内戦が長期化、拡大するにつれてハマース内部でもシーア派であるシリアのアサド政権やイランを忌避する傾向を強めた。2012年1月にはシリアの首都ダマスカスに滞在してアサド政権に近いマシャアルが退任を表明、ヨルダンに退去した。翌2月にはガザ地区行政府を握るハニーヤがシリア反体制派の支持を明言し、ダマスカスとの決別が明らかとなった。
シリアの同盟国のイランはこのハマースの背信に批判的な態度を示したが、かえってハマースはイスラエルの対イラン攻撃に反対しない旨を発表し、両者の関係もまた断絶した事を明らかにした。
エジプトでは2011年の革命でムバーラク政権が崩壊し、2012年にはムスリム同胞団出身のムハンマド・ムルシーが選挙に勝利して大統領に就任した。ガザ政府首相イスマーイール・ハニーヤはエジプトを訪問し、ムルシーやヒシャーム・カンディール首相と会談するなど関係強化に努めた。2012年11月のイスラエル国防軍によるガザ攻撃の際は、カンディール首相がガザ地区を訪問しムルシー大統領が停戦交渉の仲介をおこなった。ムバーラク政権時はシリアアサド政権と良好な関係を保っていたが、ムスリム同胞団のムルシー政権が誕生するとシリア反体制派、アサド政権打倒への支持を表明した。

### 2013年エジプトクーデター後
2013年7月に起こったエジプトでのクーデターにより、ムルシーが失脚。その後のシシ政権は、ガザ地区とエジプトを結ぶ密輸などに使用されているトンネルを「武装勢力に利用されている」として破壊するなどしており、ガザ地区は経済的に苦境に立たされている。
加えて、内戦が長期化したシリアでは決別したアサド政権が国土西部を中心とした防衛戦略で一定の成功を収める一方、ハマースが支持した反体制派は自由シリア軍・ISILやアルカーイダ等のイスラーム過激派・クルド系武装勢力などに分裂し、いずれの勢力からの支援も見込めない状況に陥った（2015年のロシア軍介入以降はアサド政権軍が攻勢に転じ、2020年現在では国土の主要部を奪還）。更にシリア情勢に関連し、イランともアサド政権政権支持をめぐり関係が希薄化し支援が大きく縮小。
アラブの春後のエジプトとシリアの情勢を見誤り、エジプト・シリア・イランの後ろ盾をいずれも失ったことで財政的に困窮しており、職員の給与を分割払いにするなど苦しい状況にある。
2014年4月23日、ハマースとファタハは共同声明を発表し、5週間以内に統一内閣を樹立するとした。これにハマースをテロ組織と見るイスラエルは反発し、ガザ北部を空爆した。
2014年6月2日、ラミ・ハムダラを首相とする暫定統一内閣が発足。ファタハ、ハマース双方が認める内閣が成立したのは、ハマースがガザ地区を制圧した2007年以来となる。

### 2014年

#### 4月～ファタハとの合意
ファタハとの融和が進んだ結果、ハマースはパレスチナ自治政府との統一内閣樹立に合意。6月には発足が宣言されたが、ハマースによるガザ統治の現状はそのまま維持される形となった。

#### 7月～ガザ侵攻
2014年7月上旬、パレスチナの少年がユダヤ系過激派に殺害されたことに抗議するデモが拡大した。7月7日にはハマース側がロケット弾をイスラエル側へ打ち込む一方、イスラエル国防軍もガザ地区に報復の空爆を開始して多数の民間人の死傷者を出している。

#### 12月～人権活動や批判への対応
ガザでは人権活動に従事する研究者・大学関係者らがハマース政権に対する厳しい批判を行うなどしたが、当局は逮捕の形で対応。言論の自由や非武装抗議デモ開催の自由が制限されている件が報じられるなどした。

### 2017年

#### ５月～ムスリム同胞団との関係解消
ムスリム同胞団系組織として発足したハマースだったが、改訂されたハマース憲章ではムスリム同胞団に関する記述が削除された。これにより、エジプトの同胞団から指示を受けて活動するのではない独立したパレスチナの組織となった。

### 2019年

#### 1月～テレビ局破壊事件
1月4日、パレスチナ自治政府の番組を放送している報道局パレスチナTV（Palestine TV）のガザ支局に、何者かが侵入し職員を暴行し機材などを破壊する事件が起こった。ハマース政権側は関与を否定している。

### 2021年の戦闘
5月10日以降、ハマース側のロケット弾攻撃とイスラエル側の空爆の応酬が相次いだ。
5月12日、イスラエルがガザ地区に空爆を行い、ハマースの旅団長を含む幹部16名を殺害した。ハマースでは報復としてアシュドッドへロケット弾による攻撃を行った。約10日間にハマース側が発射したロケット弾は4000発以上であり、これらの多くはイランの支援によりガザ地区で製造されたと見られた。しかし、発射したロケット弾の大半はイスラエルのアイアンドームにより撃墜されており、効果は限定的なものとなった。
2021年5月21日、ハマースはエジプトが仲介する停戦案を受諾。イスラエルとの戦いにおける勝利宣言を行った。
イスラエル側の発表では、攻撃に使用されたロケット弾はシリア製のM-302（原型は中国製の「衛士」）とされている。

### 2023年

#### 8月～住民らの不満とデモ
ガザ地区では生活水準の悪化が続いている、停電問題が深刻である、政権関係者らによる汚職がある、失業率が極めて高い、公務員給与の支払いが長年滞っている、軍事費の割合が極めて大きい、自由な選挙の機会が与えられていない、といった社会問題が存在していた。
一般庶民にしわ寄せが集まっている構造に不満を抱いた人々がSNSを通じた呼びかけに応じて複数地域で数百人規模のデモを実施。ハマース当局はデモの中止や逮捕・拘留を行ったが、最低限の生活を求める平和的抗議集会の権利を奪うものだとして不満の声も上がっていた。

#### 10月～アル＝アクサーの洪水
そのような中、2023年10月7日、ハマースをはじめとするパレスチナ武装勢力による一斉攻撃により、2023年パレスチナ・イスラエル戦争が始まった。イスラエルはガザ地区に対して空爆を続行し、10月10日には幹部二人（資金調達役と武装勢力間の調整役）の殺害を発表したほか、10月17日にはアイマン・ノファル（أيمن نوفل, 文語アラビア語発音：アイマン・ナウファル、口語アラビア語発音：アイマン・ノーファル）最高司令官を殺害したと発表し、ノファルについてはハマースも死亡を確認している。
この事件においてはネタニヤフ政権を含めてイスラエルが対ガザ政策の手段としてハマースを利用し、ガザ政府の公務員への給与やインフラ整備のためにハマスがカタールから資金を移動することを認めてきたことがハマスの軍事作戦の資金になったと批判され、イスラエル国内外でも報じられたほか、ハマース支持を続けているカタール（カタル）、イラン、トルコの方針をめぐる議論が起こるなどした。

### 2024年

#### ハマース幹部への逮捕状請求
5月20日、国際刑事裁判所 (ICC) のカリム・カーン主任検察官は、戦争犯罪や人道に対する罪の疑いで、海外から指揮を取るハマース全体の政治部門トップのイスマイル・ハニヤ最高幹部、ガザ地区現地トップのヤヒヤ・シンワル指導者、同地区現地軍事トップでアル＝カッサーム旅団のムハンマド・アル＝マスリー、通称ムハンマド・デイフ司令官の幹部3人の逮捕状を同裁判所に請求したと発表した。2023年10月7日に民間人を殺害したり、少なくとも245人を人質に取ったこと、そして性暴力などが戦争犯罪の責任が問われると信じるに足る合理的な理由があると同首席検察官は主張した。
請求された逮捕状は予審裁判部の裁判官パネルによって、提出された証拠などを検討したうえで、発付の可否の判断がなされる。

### ハマース指導者の暗殺
7月31日未明、ハマースの最高指導者、イスマイル・ハニヤ氏が訪問先のイランの首都・テヘランで暗殺された。イランは報復を行う模様である。後任はヤヒヤ・シンワル。その後任のシンワル氏も10月16日にガザ南部のラファでイスラエル軍に殺害された。イスラエルは10月17日に殺害したと発表した。。10月18日にハマースはシンワル氏が殺害されたこと認めた。

## 政策
対イスラエル政策では「イスラエルの生存権を認めない」組織として報道されることが多い。
1988年のハマース憲章では「ユダヤ人によるパレスチナの不当占拠」と「イスラエルの破壊」を掲げ、2009年6月25日にマシャアル政治局長は「パレスチナ民衆にとっての最低限のライン」として、イスラエルによる全入植地の撤廃、パレスチナ難民の自由な帰還、1967年6月4日時点での停戦ラインを国境とする、パレスチナをエルサレムを首都とする完全な主権国家とするーーとの4条件を挙げた。
しかし2017年の新憲章では「イスラエルの破壊」や反ユダヤとの批判もあった表現を無くし、パレスチナ国家の境界線として1967年の国連安保理停戦決議（安保理決議242）に基づく国境線を認めた。ただしイスラエルの国家承認は認めず、イスラエルとの闘争は継続するとしている。
シャリーアに基づく統治を目指しているため、同性愛を処罰対象にするなど、西欧北米諸国において広く認められた人権規範とは相容れない政策も多い。
ガザ地区にはハマースよりさらに過激な武装組織もあり、それらとの間に衝突も発生している。議会活動も行い対外的にもある程度の妥協も行うハマースに対し、より厳格なシャリーアによる国家の建設を主張している団体もある。2009年8月14日にはそれらの組織の一つでアルカーイダとの関係も指摘される「ジュンド・アンサール・アッラー」との間で銃撃戦となり、「ジュンド・アンサール・アッラー」の指導者が自爆。子供1人を含め、双方で24人の死者が発生した。ガザ地区には他にも類似の武装集団が少なくとも10前後はあるとされる。
またISIL（イスラム国、ダーイシュ）とも敵対しており、ISIL側はハマースをユダヤ（イスラエル）、ファタハと共に「根絶やしにする」と宣言している。
このため、イスラエル側はハマースへの攻撃を「芝刈り（mowing the lawn）」と称している。「芝」であるハマースが伸びすぎないよう、定期的に攻撃して「刈る」が、根絶やしにしてより過激な組織が台頭しても困るというわけである。
西側諸国やイスラエルはシリア、イランがハマースに対して支援を行っていると指摘し、両国はハマースに対して軍事面でも協力しており、最大の支援国であったと主張。2011年から始まったシリア内戦でアサド政権との関係が悪化したことからシリアとの関係は凍結状態となり、イランからの支援も減少。（シリアについては2022年に和解。）
イラクとサウジアラビアもかつて資金提供や軍事支援を行っていたが、イラクは対イスラエル強硬派のサッダーム・フセイン政権が崩壊したため支援は停止された。サウジアラビアは対米関係への配慮とシリア・イラン両国との対立から、現在は政府としては反ハマースの立場である。サウジアラビアと同じ親米のペルシア湾岸諸国でも、トルコと並んでムスリム同胞団への影響力が最も強いカタールは政府首脳がハマース指導部と頻繁に会談を行うなどハマースを支援しており、2012年10月23日にはハマースのガザ制圧以来、外国元首として初めてハマド首長がガザ地区を訪問した。また、国家レベルだけでなく、ハマースを支持するアラブ・イスラーム社会からの個人献金がハマースに対して行われている。

## 二つの自治政府
ハマースはアッバース大統領（自治政府議長）率いる自治政府の正統性を否定している。その理由には、アッバース政権が自治政府首相であるハニーヤを一方的に解任し、議会第1党のハマースを排除した政権であることや、更にアッバースが大統領の任期切れ（2009年1月）後も大統領選を延期して在任を続けていること、などが挙げられる。
逆に自治政府を正統と認める立場からは、ガザ地区を実効支配しているハマースによる統治機構に対しては、「ガザ地区の（自治政府に）解任された内閣」との表現が用いられることがある。他に「ガザ政府」「ガザ・ハマス政府」とも表記される。

## 組織

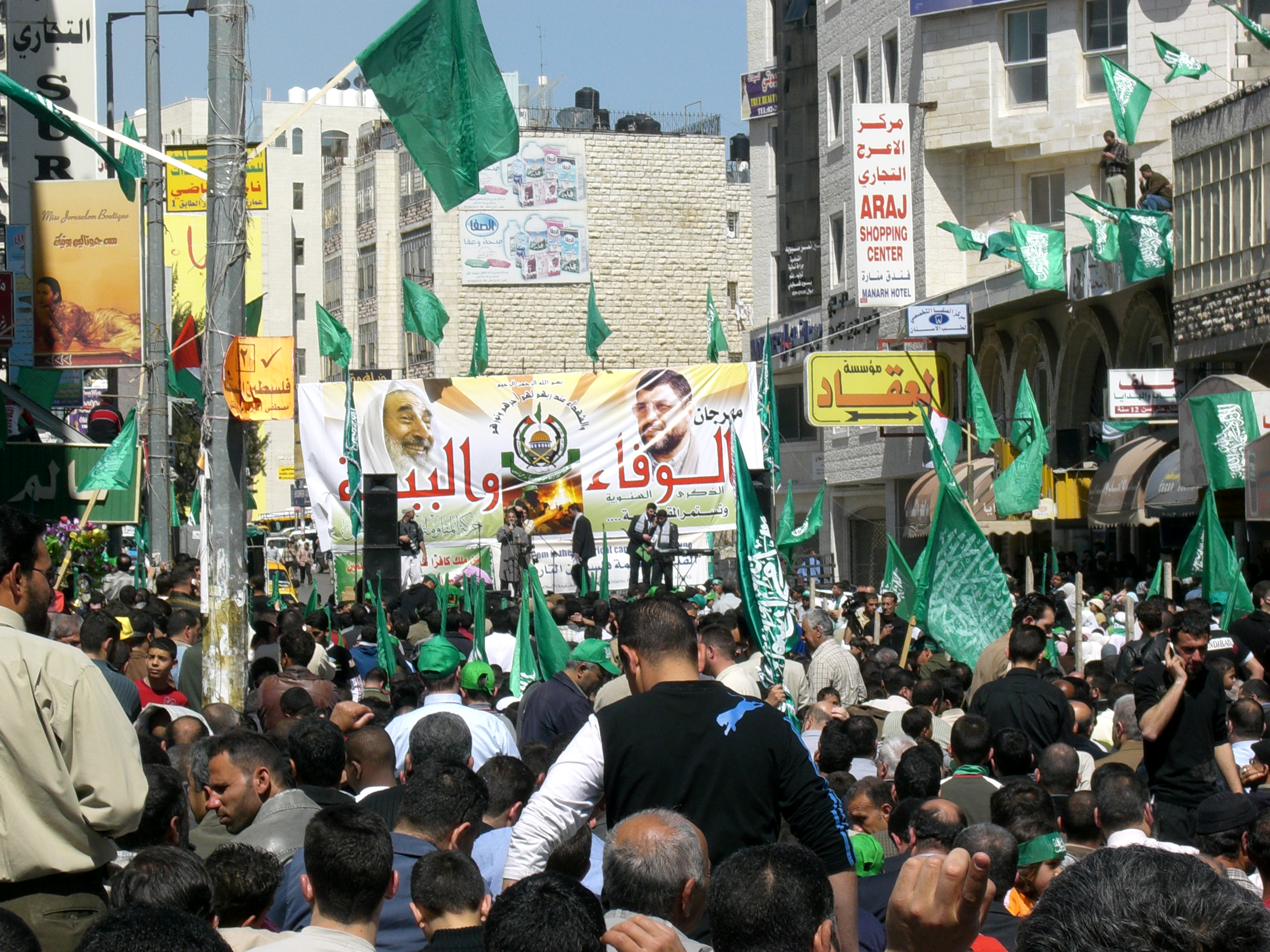
ハマース支持者らの集会

### 政治部門

#### 諮問評議会
ハマースの指導機関はイスラーム式の合議（シューラー）に基づく諮問評議会マジュリス・アッ＝シューラー（مجلس الشورى, majlis al-shūrā）である。

#### 政治局
ハマース指導部としては政治局（المكتب السياسي, al-maktab al-siyāsī, アル＝マクタブ・アッ＝スィヤースィー）が設置され、4年おきにガザ地区、ヨルダン川西岸地区、パレスチナ外の3部門をあわせての組織内選抜を通じ選出される15～18名のメンバーら（再選可）が組織としてのハマースを運営する方式となっている。
政治局は1992年に設立された機関で、次第にハマース内での影響力を拡大していった。
当初はヨルダンに拠点があったがシリア首都のダマスカスに移転。ハマースが反アサド政権組織への支持を表明したためムスリム同胞団系の反体制活動を嫌ったバッシャール・アル＝アサド大統領の意向によりダマスカスにあった事務所は閉鎖措置を受けた。シリアを追われた政治部は再度移転、2012年以降はカタールが所在地となっている。
現代の政治局局長はイスマーイール・ハニーヤ（口語アラビア語（現地方言）発音：ハニーエ）で、カタールの首都ドーハに在住している。

### 社会事業・慈善事業部門

#### 名称
アラビア語：الدعوة（al-daʿwa ないしは al-daʿwah, アッ＝ダアワ, 「呼びかけ；招待；祈り；伝道、宣教」の意）

#### 概要
ガザ地区ではハマース設立前より注力されてきた分野であり、政治活動・武力行動に先んじて発展。後にハマース創設者ともなったアフマド・ヤースィーンが1973年に設立したムスリム同胞団系の社会奉仕組織アル＝ムジャンマア・アル＝イスラーミー（المجمع الإسلامي, al-Mujammaʿ al-Islāmī, 「イスラミック・センター」の意、英訳：Islamic Center）がこの分野を担っており、ハマース設立後はその一部として上記組織の社会・慈善事業を継承することとなった。
ハマースの社会事業・慈善事業運営は組織の母体ともなったエジプトにおけるムスリム同胞団方式を踏襲。各種草の根活動を通じて地元社会に浸透するとともに社会の生活水準向上・安定を試みる、対イスラエル抵抗運動の基盤作りとするという形をとっており、設立以降社会事業・慈善活動に多額の予算を投入してきた。
- 保育所・幼稚園、孤児院、学校、大学の建設・運営
- 病院・診療所の建設・運営、医療補助
- 慈善団体設立
- モスク等での宗教活動実施
- アル＝アクサーモスク参拝小旅行開催、イスラーム祝祭日イベント開催
- 婦人部活動
- スポーツクラブ運営、スポーツ事業企画
- 住宅供給
- 貧困家庭救済としての飲用水・食料品補助
- 個人間トラブル調停

といった各種社会事業を実施。
これらの事業はハマースの思想を浸透させるという役割を果たし、モスクは地域社会運営ならびに寄付金集め・慈善活動展開の拠点、大学は若者らのイスラーム活動・政治活動の拠点としても機能してきた。
またイスラエルに関連しては
- イスラエル側に収監されている人物（捕虜）や解放され帰還した人物に関する対応
- イスラエルからの制裁により職を失った人々への支援
- 自爆攻撃で死亡した戦闘員一家への見舞金支払い、報復として行われた住宅破壊を受けての住宅補助

などを提供。
他の組織が応えることのできなかった様々なニーズに対応し、ハマースの地位を築く要因ともなった。

### 軍事部門

#### 前身と設立
パレスチナ各地に拠点を置いていたムスリム同胞団は1948年以降特にガザ地区でその勢力を伸長していた。エジプト本国で1954年に非合法化され弾圧が開始されたのに合わせパレスチナでも公然と活動することが困難となったが、直前の1952-1954年期にガザ地区で軍事部門を秘密組織の形で設立。第一次中東戦争（パレスチナ戦争）に参加した同胞団員が指揮をとった。
ハマース軍事部門自体の原点は「パレスチナのジハード戦士たち」（المجاهدون الفلسطينيون, al-mujāhidūn al-Filasṭīnīyūn, アル＝ムジャーヒドゥーン・アル＝フィラスティーニーユーン、英訳：Palestinian Mujahideen）であった。この組織自体は1987年のハマース設立発表よりも前の1984年にアフマド・ヤースィーンによって作られたムスリム同胞団系の武装組織を再編したもので、当初は秘密組織として扱われておりハマース結成よりも先に対イスラエル活動を展開していた。

1987年のインティファーダ以来勢力を拡張し反イスラエル闘争のリーダー的存在となったが、同活動を危険視したイスラエルにより指導者アフマド・ヤースィーンが逮捕・投獄されるに至った。

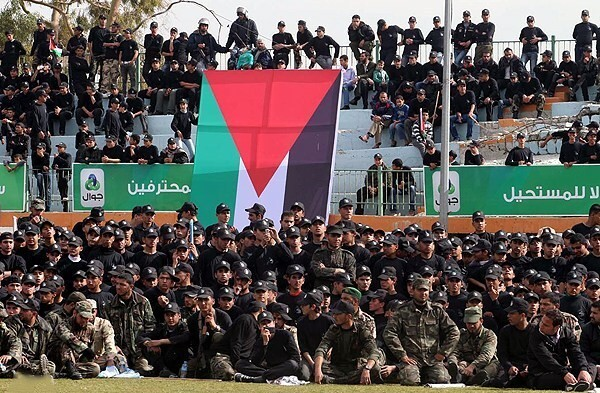
イッズッディーン・アル＝カッサーム旅団の演習

イッズッディーン・アル＝カッサーム旅団（كتائب عز الدين القسام, Katāʾib ʿIzz al-Dīn al-Qassām, カターイブ・イッズッディーン・アル＝カッサーム）は1930年代にパレスチナにおけるジハード闘争の支柱となった宗教家の名前を冠したハマースの軍事部門で、「パレスチナのジハード戦士たち」（المجاهدون الفلسطينيون, al-mujāhidūn al-Filasṭīnīyūn, アル＝ムジャーヒドゥーン・アル＝フィラスティーニーユーン、英訳：Palestinian Mujahideen）を1991年に改称した組織である。
設立・指揮に当たったのは、1984年に先行して組織された上記武装組織の直接の設立者でもあるサラーフ・シャッハーデ（صلاح شحادة, 文語アラビア語発音：Ṣalāḥ Shaḥḥāda ないしは Ṣalāḥ Shaḥḥādah, サラーフ・シャッハーダ、口語（現地方言）発音：Ṣalāḥ Shaḥḥāde/Sheḥḥāde, サラーフ・シャッハーデ/シェッハーデ、英字表記例：Salah Shehadeh）であった。

#### 概要
イスラエル人及びその協力者の誘拐・暗殺などを担当。1992年以降の大規模なテロ活動、ロケット弾攻撃の大部分は同組織によるものとされている。パレスチナ-イスラエル和平交渉が行われていた1993年頃から攻撃内容が激化の兆しを見せ、イスラエル側に赴いての自爆攻撃などを行うようになっていった。
なお、ハマース全体としてはサラフィー主義勢力と軍事的衝突を繰り返しており、ガザ南部ラファフを拠点とするサラフィー主義運動「ジュンド・アンサール・アッラーフ（جند أنصار الله, Jund Anṣār Allāh）」と戦闘を行い、同勢力を率いるアブドゥッラティーフ・ムーサーを殺害するなどしている。
2011年4月には、ガザで活動する支援組織「国際連隊組織」のイタリア人活動家ヴィットーリオ・アリゴーニが同じくサラフィー主義の過激派組織「タウヒード・ジハード」に誘拐・殺害された事件では、同組織の犯人を逮捕し犯行を非難している。

### 治安部門

#### 名称
組織名称はムナッザマト・アル＝ジハード・ワ・アッ＝ダアワ（アラビア語：منظمة الجهاد والدعوة, Munaẓẓamat al-Jihād wa al-Daʿwa(ないしはal-Daʿwah), 「ジハードと宣教の組織」の意）と呼ばれる。
略称は頭文字をとった頭字語（アクロニム）で「栄光、名誉」という意味を持つ名詞と同じつづり・発音の「Majd」（مجد, マジュド）ないしはそれに定冠詞を付した「al-Majd」（المجد, アル＝マジュド）である。

#### 設立
ムスリム同胞団の軍備を進めていたとしてイスラエル当局によって投獄されていたアフマド・ヤースィーンは、1985年に釈放された後、すなわち組織としてのハマースが生まれた1987年よりも前に地域内の治安保持とスパイ摘発活動を行う治安部門を設立した。
同組織のトップに立ったのは現在ハマースのガザ地区指導者となっているヤフヤー・アッ＝スィンワール（يحيى السنوار, Yaḥyā al-Sinwār、日本でのカタカナ表記例：ヤヒヤ・シンワル、英字表記例：Yahya Sinwar, Yahya al-Sinwar）ならびにラウヒー・ムシュタハー（روحي مشتهى, Rawḥī Mushtahā、英字表記：Rawhi Mushtaha）だった。
このうちアフマド・ヤースィーンに治安部門設立を進言したのがヤフヤー・アッ＝スィンワール（ヤヒヤ・シンワル）だったとされている。

### 広報部門
アラビア語：الإعلام（al-iʿlām, アル＝イウラーム, 「通告、通知」「報道」の意）
ハマースは軍事力だけでなくマスメディアの威力・効果も重視しており、組織が創設された1987年以降、ポスターやビラを含む印刷物、映像・音声作品のリリースに加えて新聞紙の創刊、ラジオ局やテレビ局の設立を進めてきた。
最初期はカセットテープやビデオテープが生産されていたが、時代の経過に伴いデジタル媒体へと進化していった。

#### 新聞
アッ＝リサーラ新聞（アラビア語：صحيفة الرسالة, Ṣaḥīfat al-Risālah（ないしはal-Risāla）, サヒーファト・アッ＝リサーラ, 「メッセージ」「使命、布教、ミッション」の意、英訳例：The Message、The Mission）は1996年1月創刊の新聞で、オンラインサイトでのニュース提供も行っている。

#### ラジオ局
公式の名称はサウト・アル＝アクサー・ラジオ（アラビア語：إذاعة صوت الأقصى, Idhāʿat Ṣawt al-Aqṣā, イザーアト・サウト・アル＝アクサー、「アル＝アクサーの声放送」「アル＝アクサーの声ラジオ」の意、英字表記例：Radio Al-Aqsa, Al-Aqsa Radio）だが、アル＝アクサー・ラジオ（アラビア語：إذاعة الأقصى, Idhāʿat al-Aqṣā, イザーアト・アル＝アクサー、「アル＝アクサー放送」「アル＝アクサー・ラジオ」の意、公式英字表記：Al-Aqsa Voice Radio、公式ロゴ英字表記：ALAQSA VOICE）と記載されている記事も複数見られる。
2003年6月に設立されたラジオ局で、イスラームの教義やパレスチナ問題などに関する番組を放送。ガザ地区での周波数は106.7MHz（FM放送）。公式ウェブサイトに加え各種SNSアカウントを開設している。

#### 衛星テレビ局

##### 概要
正式名称はアル＝アクサー衛星チャンネル（アラビア語：قناة الأقصى الفضائية, Qanāt al-Aqṣā al-Faḍāʾīyah（ないしはal-Faḍāʾīya, al-Faḍāʾiyyah, al-Faḍāʾiyya）, カナート・アル＝アクサー・アル＝ファダーイーヤ、英字表記：Al-Aqsa TV）で、単にアル＝アクサー・テレビとも呼ばれる。公式ウェブサイトに加え各種SNSアカウントを所有しているがX（Twitter）アカウントに関しては凍結済みとなっている。
2006年1月9日開局。選挙で大勝し国内外に向けてハマースの情報発信とPRを行う必要性が増した時期に誕生した。
ハマースの放送局であることからこれまでに複数回攻撃対象となっており、2018年には約30分にわたって12発のミサイルがイスラエル軍によって投下されテレビ局が全壊するなどした。
2023年パレスチナ・イスラエル戦争に際しては、フランス政府からの要請によりフランスに本拠地を置くユーテルサット（Eutelsat）がそれまで行っていたアル＝アクサー衛星チャンネルの伝送停止措置を取ったことで、放送地域が縮小した。

##### 子供番組『明日の開拓者』と偽ミッキー
明日の開拓者（あすのかいたくしゃ、アラビア語：رواد الغد, Ruwwād al-Ghad, ルーワード・アル＝ガド, 「明日の開拓者たち」「明日の先駆者たち」の意）はアル＝アクサー・テレビが2007年4月13日から2009年10月16日の間に放送した子供番組である。
通常の子供番組が主題とする道徳やしつけよりも、イスラエル・欧米諸国・資本主義への批判が主要なテーマであったこと、版権侵害無許諾ミッキーマウス着ぐるみを利用したネズミのキャラクター「ファルフール」（فرفور, Farfūr、英字表記例：Farfur、Farfour、Farfoor）などを登場させ抵抗運動参加やシオニスト・ユダヤ人らの全面的掃討、殉教死の重要性を呼びかけたことから、イスラエルや諸外国で問題視され話題となった。

#### 宗教歌（ナシード）
ナシード（単数形：نشيد, nashīd、複数形：أناشيد, anāshīd, アナーシード）はアラビア語で「歌唱、唱歌」「詩吟、吟詠」といった意味を持つ名詞だが、イスラーム的文脈では宗教詩を肉声で吟じたものを指す。ナシードは戒律上望ましくない音楽を避けるため楽器演奏をせず人の声のみで行うスタイルが知られるが、大衆向けの広義のナシードに関しては太鼓による伴奏、さらにはシンセサイザーなどを使ったポップソング調のものまで含まれるなどする。
ハマースは愛国歌が及ぼす影響力とその重要性を熟知した上でメディア戦略としてこのナシードを制作。イスラエル攻撃に身を投じかの地を戦火に包むといった戦意発揚、イスラエルに対する挑発・脅迫などの目的で活用してきた。
これらの歌唱をパフォーマンスするチームもおり、レバノンで誕生したハマース系歌唱団ファリーク・アル＝ワアド（فريق الوعد, Farīq al-Waʿd, ファリークは「チーム、団」, アル＝ワアドは「約束」「誓い」の意）は
- 「زلزل أمن إسرائيل」[164][165]（Zalzil Amn Isrāʾīl, ザルズィル・アムン・イスラーイール, 「イスラエルの治安を揺るがせ」の意）
- 「لن نعترف بإسرائيل」（Lan Naʿtarif bi-Isrāʾīl, ラン・ナアタリフ・ビ・イスラーイール, 「我々がイスラエルを承認をすることはない」の意）[166]

といった持ち歌の音声作品リリース、ハマース系テレビ局での放送、パレスチナを始めとするアラブ諸国での披露を行ってきた。

#### ビデオ制作
ハマースの活動を撮影した動画の制作が行われており、上記の宗教歌・愛国歌がBGMとして使われるなどしている。
イッズッディーン・アル＝カッサーム旅団による軍事行動の様子を収めた記録映像などもハマースのメディア部門の制作となっている

#### ウェブサイト
ハマースの公式ウェブサイトURLは https://hamas.ps/ だったが、同サイトは2023年10月7日以降各国からハッキングを受けアクセス不能となり、2024年9月以降に新たなアドレス https://hamasinfo.info/ にて運営を再開。軍事部門であるイッズッディーン・アル＝カッサーム旅団の公式ウェブサイト https://alqassam.ps/arabic/ はアクセスができない状態が続き、現在ではハマース公式サイトに一本化され https://hamasinfo.info/ で情報の公開が行われている。
2023年10月7日に勃発したパレスチナ・イスラエル戦争以後、https://hamas.com/が複数イスラエル政府関連アカウントによって引用され、ハマースによる残虐行為の真実を物語る画像・映像を提供しているとして話題となった。しかしながら同サイトはハマースの公式ウェブサイトではなく、メディア戦略の一つとしてイスラエル人によって設立されイスラエル系企業Wixのサーバー上に置かれているとの報道がイスラエル国内新聞ハアレツ（Haaretz）やイェディオト・アハロノト（Yedioth Ahronoth）などによってなされたほか、海外メディアほかがパレスチナ側が制作したものではないとの検証を行うなどしており、ハマースが制作した公式コンテンツではない可能性が極めて高い。

## 幹部

### 指導者
- イスラエルによる暗殺を防ぐため非公表。複数人存在していると思われる。

### 現在の主要幹部
- ムーサー・ムハンマド・アブー・マルズーク - 政治局副議長。
- サーミー・ハーティル - 政治局員
- ユーニス・アル＝アスタル - 精神的指導者
- ユースフ・アフマド
- ハーリド・マシャアル（マシュアル）- 前政治局議長。ヨルダンで1997年9月25日、モサド工作員に毒物をかけられて殺害されかけた。ヨルダンとアメリカがイスラエル政府に圧力をかけて解毒剤と毒物の化学式を提供させて治療が行われ、一命を取り留めた[172]。
- マフムード・ザッハール（アッ＝ザッハール） - ハマースのガザ指導部メンバー。元外相
- ムシール・アル＝マスリー - ガザのハマース幹部。パレスチナ自治評議会議員。
- アブー・ウベイダ（ウバイダ、オベイダ） - 「イッズッディーン・アル＝カッサーム旅団」広報。
- サーミー・アブー・ズフリー - ハマースの広報主任
- ファウズィー・バルフーム - 広報担当。
- イーハーブ・アル＝グサイン（グセイン）- ガザのハマース政権下にて内務省報道官
- ウサーマ・ハムダーン（英語版）（オサーマ・ハムダーン） - ハマースの政治局員[173]、レバノン支部指導者[174]。
- アフマド・アブドゥルハーディー - ハマースのレバノン支部代表[175]。2023年10月26日テレビ朝日報道ステーションでインタビュー放映、アブドルハディ、アブドラハディ表記で紹介された[176]。
- アズィーズ・（アッ＝）ドゥワイク -　パレスチナ立法評議会前議長。イスラエル軍に拘束、収監中。日本メディアではアジズ・ドウェイクやアジズ・ドゥウェイク表記多し。
- ハサン・ユースフ

### 殺害された幹部
- アフマド・ヤースィーン（ヤシン、ヤースィーン）- ハマースの創設者。2004年3月22日にイスラエルによる攻撃により殺害された[5]。
- アブドゥルアズィーズ・アッ＝ランティースィー - ヤーシーンの後継指導者。2004年4月17日にイスラエルによる攻撃で殺害された。
- ニザール・ラヤーン（ライヤーン）：ハマースのジャバリア（原語発音：ジャバーリヤー、日本語記事ではジャバリヤとも）地区指導者。2009年1月1日にイスラエルによる空爆で死亡した。
- サイード・スィヤーム - 「ガザ政府」内相。ハマースの治安部隊「執行部隊」創設を主導。2009年1月15日にイスラエルによる空爆で死亡した。
- マフムード・アル＝マブフーフ - ハマース軍事部門幹部。1989年のイスラエル国防軍兵士2人の殺害に関与していた。2010年2月にアラブ首長国連邦ドバイのホテルでイスラエル諜報特務庁（モサド）により殺害。
- アフマド・アル＝ジャアバリー - イッズッディーン・アル＝カッサーム旅団参謀長。2012年11月14日に、イスラエルによる空爆で暗殺[177]。
- ムハンマド・アブー・シャンマーラ - ハマースのガザ地区南部指導者。2014年8月21日にイスラエル国防軍による空爆で死亡した。
- ラーイド・アル＝アッタール：ガザ南部におけるイッズッディーン・アル＝カッサーム旅団の司令官。2014年8月21日にイスラエル国防軍による空爆で死亡した。
- ヤヒヤ・アヤシュ：ハマスの爆弾製造者、別名「エンジニア」イスラエルの爆破により死亡
- ムハンマド・バルフーム - イッズッディーン・アル＝カッサーム旅団幹部。2014年8月21日にイスラエル国防軍による空爆で、アブー・シャンマーラ、アッタールらと共に死亡した。
- サーリフ・アル＝アールーリー（صالح العاروري, Ṣāliḥ al-ʿĀrūrī、口語（現地方言）発音：サーレフ・アル＝アールーリー, サーレフ・アル＝アルーリ等、英字表記例：Saleh al-Arouri）[178] - 元ヨルダン川西岸地区責任者で、同地区における軍事部門設立を担当。暗殺当時の役職は政治局副局長（副代表）でハマース指導部のナンバー2に相当。2024年1月2日にレバノンの南ベイルートにあるハマース事務所で起こった爆発事件により死亡。イスラエルのドローン爆撃が原因であり、建物破壊が発生、イッズッディーン・アル＝カッサーム旅団の要人2人も同時に暗殺された。[179][180][181]
- アッザーム・アル＝アクラア（عزام الأقرع, Azzām al-Aqraʿ）- イッズッディーン・アル＝カッサーム旅団幹部。サーリフ・アル＝アールーリーらとともにイスラエルが2024年1月2日に実施したドローン爆撃で死亡。[182][183][184][185]
- サミール・ファンディー（سمير فندي, Samīr Fandī）- イッズッディーン・アル＝カッサーム旅団幹部。サーリフ・アル＝アールーリーらとともにイスラエルが2024年1月2日に実施したドローン爆撃で死亡。[182][183][184][185]
- マルワーン・イーサー（مروان عيسى, Marwān ʿĪsā）：イッズッディーン・アル＝カッサーム旅団の副司令官で、ムハンマド・デイフの右腕。イスラエル側は2024年3月10日頃に殺害を実施したと発表した[186][187]が、ハマース政治局は信憑性に欠けるとしてこれを否定[188]しており公式には依然として死亡を認めていない状況であったが2025年1月19日、ハマースはマルワーン・イーサーが殺害されたことを公式に認めた[189]。
- イスマーイール・ハニーヤ（ハニーエ） - 政治局議長。事実上の最高指導者。2024年7月31日、訪問先のイランで暗殺された。
- ムハンマド・ダイフ（アッ＝デイフ）محمد الضيف,Muḥammad al-Ḍayf(ないしはal-Ḍaif) - 「イッズッディーン・アル＝カッサーム旅団」司令官。2023年パレスチナ・イスラエル戦争の首謀者と目されている[190]。2024年7月13日にIDFの戦闘機がハーンユニス地域を攻撃し、情報分析の結果、攻撃でムハンマド・デイフが殺害されたことが確認されたと発表したがハマスはこれを否定していたが2025年1月19日、ハマースはムハンマド・ダイフを含む7人の司令官が殺害されたことを公式に認めた[191]。
- ヤヒヤ・シンワル（ヤフヤー・アッ＝スィンワール）- 政治局議長。ガザ地区指導者。事実上の最高指導者。10月16日にガザ南部のラファでイスラエル軍に殺害された。イスラエルは10月17日に殺害したと発表した。
- アブデル・ラティフ・アル・カノア - ハマスの報道官。2025年３月27日未明にハマスがイスラエル軍の空爆でシャバリアでテントにいたときに殺害されたと発表。

## 旗とロゴマーク

ハマースの組織旗

### ハマースの組織旗
緑の地に白い文字でイスラームにおける信仰告白の文言であるシャハーダの言葉
لَا إِلَٰهَ إِلَّا ٱللَّٰهُ مُحَمَّدٌ رَسُولُ ٱللَّٰهِ（lā ʾilāha ʾilla-llāhu Muḥammad(un) rasūlu-llāh, ラー・イラーハ・イッラッラーフ ムハンマド(ゥン)・ラスールッラー(フ), アッラーの他に神はなし。ムハンマドはアッラーの使徒である。）」がアラビア書道の書体にてデザインされている。
右側＋中央上半分：لَا إِلَٰهَ إِلَّا ٱللَّٰهُ（lā ʾilāha ʾilla-llāhu, ラー・イラーハ・イッラッラーフ, アッラーの他に神はなし）
中央下半分＋左側：مُحَمَّدٌ رَسُولُ ٱللَّٰهِ（Muḥammad(un) rasūlu-llāh, ムハンマド(ゥン)・ラスールッラー(フ), ムハンマドはアッラーの使徒である）

### ロゴマーク

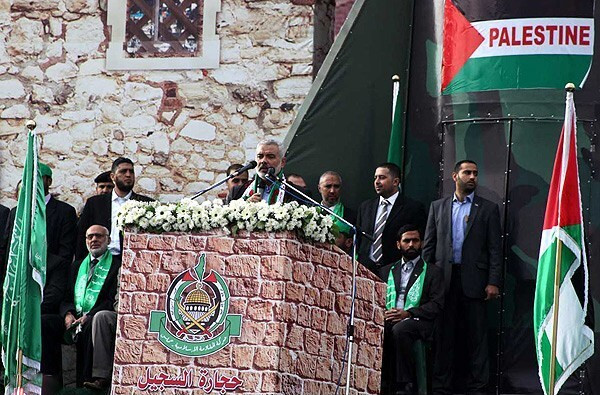
ハマース公式ロゴ

交差した剣の上に岩のドーム、さらにその上にパレスチナ国の形がデザインされている。左右のリボン状の部分はパレスチナの国旗で、右側に組織旗にも用いられているイスラーム信仰告白の文言（シャハーダ）が書かれている。
右側国旗部分：لَا إِلَٰهَ إِلَّا ٱللَّٰهُ（lā ʾilāha ʾilla-llāhu, ラー・イラーハ・イッラッラーフ, アッラーの他に神はなし）
左側国旗部分：مُحَمَّدٌ رَسُولُ ٱللَّٰهِ（Muḥammad(un) rasūlu-llāh, ムハンマド(ゥン)・ラスールッラー(フ), ムハンマドはアッラーの使徒である）
交差した剣の柄の間にはパレスチナのアラビア語名称 فلسطين（Filasṭīn, フィラスティーン）、一番下には組織の正式名称と略称が並べられ「حركة المقاومة الإسلامية ـ حماس」（Ḥarakat al-Muqāwama al-Islāmīya _ Ḥamās, ハラカト・アル＝ムカーワマ・アル＝イスラーミーヤ _ ハマース）と印字されている。

## テロ組織としての認定
カナダ、欧州連合、イスラエル、オーストラリア、イギリス、アメリカ合衆国はハマースをテロ組織として指定している。ニュージーランドとパラグアイは軍事組織のみをテロ組織として指定している。ブラジル、中華人民共和国、エジプト、イラン、ノルウェー、カタール、ロシア、シリア、トルコからはテロ組織とはみなされていない。2018年12月、ハマースに対するテロ組織としての非難決議は国連総会を通過できなかった。
日本に関しては国内で公的なテロ組織指定が行われておらず、海外における指定状況を参考に公安調査庁『国際テロリズム要覧』に掲載が行われてきた。2023年版ではハマースの掲載が無く政府の認識・対応が問われる事態に発展。
政府答弁により国際連合安全保障理事会が設置したテロ関連制裁委員会のテロ組織指定に依拠した削除であったこと、政府自体はハマースに対しテロリスト等に対する資産凍結等の措置を課していることが説明されるとともに、『国際テロリズム要覧』へのハマース再掲載があり得ることが示唆された。